# Slip jig
Slip jig – rodzaj melodii i jednocześnie solowy taniec irlandzki w metrum 9/8. Jest jednym z czterech najpopularniejszych tańców irlandzkich, pozostałe to reel, jig i hornpipe. Tańczony jest on w miękkich butach. Taniec ten jest pełen wdzięku i kontrolowany, z bardzo wysokimi akcentami, często nazywany jest "baletem tańca irlandzkiego". Istnieją również tańce céilidh (grupowe) w rytmie slip jiga, są one jednak mniej popularne od reeli i jigów.
Najpierw tańczony był on wyłącznie przez mężczyzn, następnie tylko przez kobiety, aktualnie może być tańczony przez wszystkich tancerzy, aczkolwiek na zawodach tańczą go głównie kobiety.